# Setut
Setut o Senen..., potser Senenkare, va ser un faraó de la novena dinastia de l'antic Egipte (entre 2160 i 2130 aC, durant el Primer Període Intermedi d'Egipte).
No hi ha cap troballa arqueològica contemporània en el qual consti l'existència d'aquest governant, ja que ell és sens dubte conegut només pel Papir de Torí on el seu nom incomplet Senen[...] apareix en la posició 4.22. Hauria d'haver regnat a Heracleòpolis Magna després de Nebkaure Khety o Wahkare Khety I, sent un dels governants efímers de finals de la novena dinastia. Va ser succeït per un rei desconegut de la mateixa dinastia.